# Jaguar XJR-16
Chronologie des modèles
Jaguar XJR-10 Jaguar XJR-14
Jaguar XJR-17
La Jaguar XJR-16 est une voiture de course développée et construite par TWR pour Jaguar dans le but de participer, à partir de 1991, au Championnat IMSA GT. Les Jaguar XJR-16 ont concouru une saison, avant que Jaguar la remplace par la Jaguar XJR-14.

## Palmarès
- Championnat IMSA GT : 300 km de Road Atlanta 1991 (Châssis 191)[1] ;
- Championnat IMSA GT : 300 km de Mid-Ohio 1991 (Châssis 191)[1] ;
- Championnat IMSA GT : 300 km de Laguna Seca 1991 (Châssis 191)[1] ;
- Championnat IMSA GT : 300 km de Road America 1991 (Châssis 191)[1].

## Pilotes
- Davy Jones (11)
- Raul Boesel (5)
- Cor Euser (2)
- Dieter Bergermann (1)
- Scott Pruett (1)
- Scott Goodyear (1)
- Martin Brundle (1)
- David Brabham (1)